# Höhlenburg Weiler (Heidenloch)
Weiler, auch Heidenloch genannt, ist die Ruine einer Höhlenburg bei dem Ortsteil Thiergarten der Gemeinde Beuron im Landkreis Sigmaringen in Baden-Württemberg.
Die Burg wurde zwischen 1100 und 1150 von den Herren von Weiler erbaut und nach Zerstörung um 1367 aufgegeben. Von der ehemaligen Burganlage sind nur noch geringe Mauerreste erhalten.